# 高比良由菜
高比良 由菜（たかひら ゆな、2006年10月10日 - ）は、日本のファッションモデル。福岡県出身。スターダストプロモーション制作3部所属。

## 略歴
TGC北九州2016において、北九州市立大学地域共生教育センターの学生のプロデュースによる「KITAKYUSHU DREAM COLLECTION STAGE」が企画され､高比良を含むキッズモデル9名が選抜される。同イベントでは、なつぅみとともにランウェイを歩んだ。
2018年(平成30年)8月22日(水曜日)、小学校6年生の際に、入江美沙希・近藤藍月と共に「プチ☆コレ」枠で『ニコ☆プチ』（新潮社）同年10月号より、同誌専属モデルとしてデビューを果たした。
当時は、スターダストプロモーション福岡営業所所属、その後、制作3部所属となる。
プチモとして、4度、『ニコ☆プチ』の表紙を飾る。2019年、ハワイロケメンバーへ選抜される。「プチ☆コレ2019」オープニングムービー「オシャレ甲子園」の選抜メンバー9名に入る、タイアップイベント「KOBEキッズブランドコレクションmeetsニコ☆プチ2019」へ出演するなど、関連イベントでも活躍した。
2019年、メゾピアノジュニアとJENNI loveのイメージモデルに就任。カタログでモデルを務めるとともに、広告媒体、店舗イベントなどに登場する。
2020年4月22日、『ニコ☆プチ』（新潮社）同年6月号をもって、同誌専属モデルを卒業、7月1日に発売された『nicola』（新潮社）同年7&8月合併号より、同誌専属モデルとしてデビューを果たした。
2021年9月1日、『nicola』10月号にて髙橋快空とともに初表紙(右)を飾った。
2022年2月1日、『nicola』3月号にて足川結珠とともに2度目の表紙(右)を飾った。
2022年4月1日、林芽亜里の後任としてレピピアルマリオの11代目イメージモデルに就任。
2022年5月1日、『nicola』6月号にて初のピン表紙を飾った。
2022年7月1日、『nicola』8月号にて佐藤菜月海、髙橋快空、関谷瑠紀、凛美とともに4度目の表紙を飾った。
2023年3月1日、『nocola』4月号で同誌専属モデルを卒業。その後ミスセブンティーン2023のファイナリストの10人に選ばれ、8月23日にミスセブンティーン2023に選出。Seventeenの専属モデルとなった。

## 人物
- プチモ最高学年の中学校1年生当時、初めてプチモを集めての合宿が行われ、里芋掘りに興じた[21][22]。
- 5歳上の姉がいて、4人家族の1番年下。
- 新型コロナウイルス感染拡大の影響により、「プチ☆コレ10」は開催中止となる[23]。ニコ☆プチ編集部は、ファッションショーで着たいコーディネートで写真を撮影し、規定のハッシュタグを付けてSNSに投稿する「ネットプチコレ」を呼び掛け[24]、高比良もプチモとしてこの活動に参加する[25]。
- nicola小島編集長は、高比良の専属モデル入りに際し、透き通るような白い肌を特長として挙げた[26]。高比良本人も、「スターダストプロモーションの色白担当」を自負している[5]。
- インスタグラムに毎日写真を投稿することを目標としている[5]。
- カチューシャをあしらったヘアアレンジを好む[1][27]。
- フラフープを特技としている[1]。

## 出演

### ネット番組
- ㋲っと！ニコ☆プチTV（2019年12月 - 、TSUTAYA TV）[28][29]

### 広告
- ナルミヤ・インターナショナル メゾピアノジュニア（2019年 - ） - イメージモデル[16]
- ジェニィ[30] JENNI love（2019年 - ） - イメージモデル[31]
- ピーウィーガラ（2019年）[32]
- アダストリア レピピアルマリオ（2022年） - イメージモデル[33]

### ファッションショー
- 東京ガールズコレクション
  - TGC北九州2016（2016年10月9日、西日本総合展示場新館）[5][4][34]
  - CREATEs presents TGC KITAKYUSHU 2023 by TOKYO GIRLS COLLECTION（2023年10月7日、西日本総合展示場新館）[35]
- Rakuten GirlsAward 2023 AUTUMN/WINTER（2023年9月30日、幕張メッセ）[36]

### イベント
- Seventeen夏の学園祭2023（2023年8月23日、東京ドームシティ プリズムホール）[37]

## 書籍

### 雑誌
- ニコ☆プチ（2018年10月号 - 2020年6月号、新潮社） - 専属モデル[38][18]
- nicola（2020年7&8月合併号 - 2023年4月号、新潮社） - 専属モデル[26]
- Seventeen（2023年8月 - 、集英社） - 専属モデル